# Trondheimsleia
Trondheimsleia (eller Trondhjemsleden) er et havomåde i Trøndelag fylke i Norge. Det er området mellem øerne Smøla og Hitra, og fastlandet. I sydvest grænser det til Ramsøyfjorden som skiller Smøla fra Hitra og i nord går det over i udløbet af Trondheimsfjorden ved Agdenes. 
Hurtigruten og ekspresbåden mellem Kristiansund og Trondheim trafikerer Trondheimsleia på langs, mens bilfærgen mellem Aure og Smøla krydser vandet.
Farvandet er dybt, op til 250 meter på det dybeste, hvilket gav problemer da Hitratunnelen blev projekteret. Mellem Jøstenøya på Hitra og Hemnskjel i Snillfjord blev der fundet et sted som «kun» var 185 meter dyb og her blev tunnelen  bygget, men alligevel  med det laveste punkt på 264 meter under havet.